# 1450
Cette page concerne l'année 1450  du calendrier julien. Pour l'année 1450 av. J.-C., voir 1450 av. J.-C.
L'année 1450 est une année commune qui commence un jeudi.

## Événements
- 1er janvier : prise d'Harfleur par Charles VII aux mains des Anglais[1].
- 5 janvier : Agnès Sorel, enceinte, rejoint le roi à l’abbaye de Jumièges[2]. Elle meurt le 9 février[3].
- 27 janvier, Russie : bataille de Galitch. La dernière offensive de Dimitri Chemiaka contre Moscou est repoussé par Vassili II avec l’aide de Tver. Chemiaka se réfugie à Novgorod[4].
- 28 janvier, Angleterre : arrestation de William de la Pole[5]. Condamné à l'exil le 17 mars, son bateau est intercepté par des corsaires qui l'exécutent le 2 mai[6]. Edmond Beaufort le remplace comme conseiller du roi.
- 31 janvier : John Kemp, cardinal et archevêque d'York, est nommé lord chancelier d'Angleterre[7].
- 11 février : Bogdan II de Moldavie passe un traité de fidélité et d’alliance avec Jean Hunyadi, renouvelé le 5 juillet[8]. Une armée polonaise intervient à deux reprises en Moldavie mais est repoussée en mars et en septembre[9].
- 18 février : Honfleur est reprise aux Anglais par Dunois[10].
- 25 mars : fin de la République ambrosienne. Le gendre de Filippo Maria Visconti, Francesco Sforza (1401-1466) devient duc de Milan (fin en 1466)[11]. Il continue l’œuvre des Visconti et livre une guerre sans merci à Florence et Venise.
- 15 avril : victoire française sur les Anglais à la bataille de Formigny[6].
- 24 avril : Gilles de Bretagne, frère du duc François Ier de Bretagne, est assassiné par Olivier de Méel[12].
- 1er mai : une seconde conférence interscandinave se réunit à Halmstad et confirme les décisions de 1438. L’union de Kalmar sera rétablie dès que mourra l’un des rivaux[13].
- 8 mai : assassinat du sultan timouride Abd ul-Latif[14].
- 30 mai - 12 juillet :  la révolte de Jack Cade échoue en Angleterre. John Cade (dit Jack) soulève le Kent contre Henri VI d'Angleterre, en se faisant passer pour un membre de la famille royale. Il est tué neuf jours après s’être emparé de Londres[15].
- Juin : victoire de Georges de Podiebrady sur les catholiques de la ligue de Strakonice en Bohême[16]. Il est reconnu par Frédéric III et par la diète de Bohême[17].
- 22 juin: paix de Bamberg. Fin de la première guerre margrave. Le margrave Albert III Achille de Brandebourg doit rendre les territoires conquis et reconnait l'indépendance de Nuremberg[18].
- 24 juin : le gouverneur anglais de Caen capitule devant les troupes du connétable de Richemont, du comte de Clermont et de Dunois, qui achèvent la conquête de la Normandie après la victoire de Formigny[3].
- 29 juin : paix entre le roi de Naples Alphonse d'Aragon et Florence[19].
- 2 août[20] : Christian Ier de Danemark se fait couronner roi de Norvège à Trondheim par un évêque allemand en compétition avec Charles VIII de Suède (fin en 1481).
- 12 août : Cherbourg est reprise aux Anglais[6].
- 4 septembre : le doge de Gênes Louis de Campo Fregoso est déposé et remplacé par Pierre II de Campo Fregoso le 8 (fin en 1458)[21].
- 6 septembre : Bogdan II de Moldavie bat les Polonais à Crasna[9].
- 20 septembre : date de documents relatifs à la fondation de l'Université de Barcelone[22].
- 6 octobre : Charles VII enlève Bergerac au roi d’Angleterre[23].
- 28 octobre : une ordonnance remet les fidèles sujets du roi de France en possession des biens dont ils ont été privés pendant la guerre[24].
- 23 novembre : les Ottomans abandonnent le siège de Croia défendue par les albanais de Skanderbeg et se retirent[25].

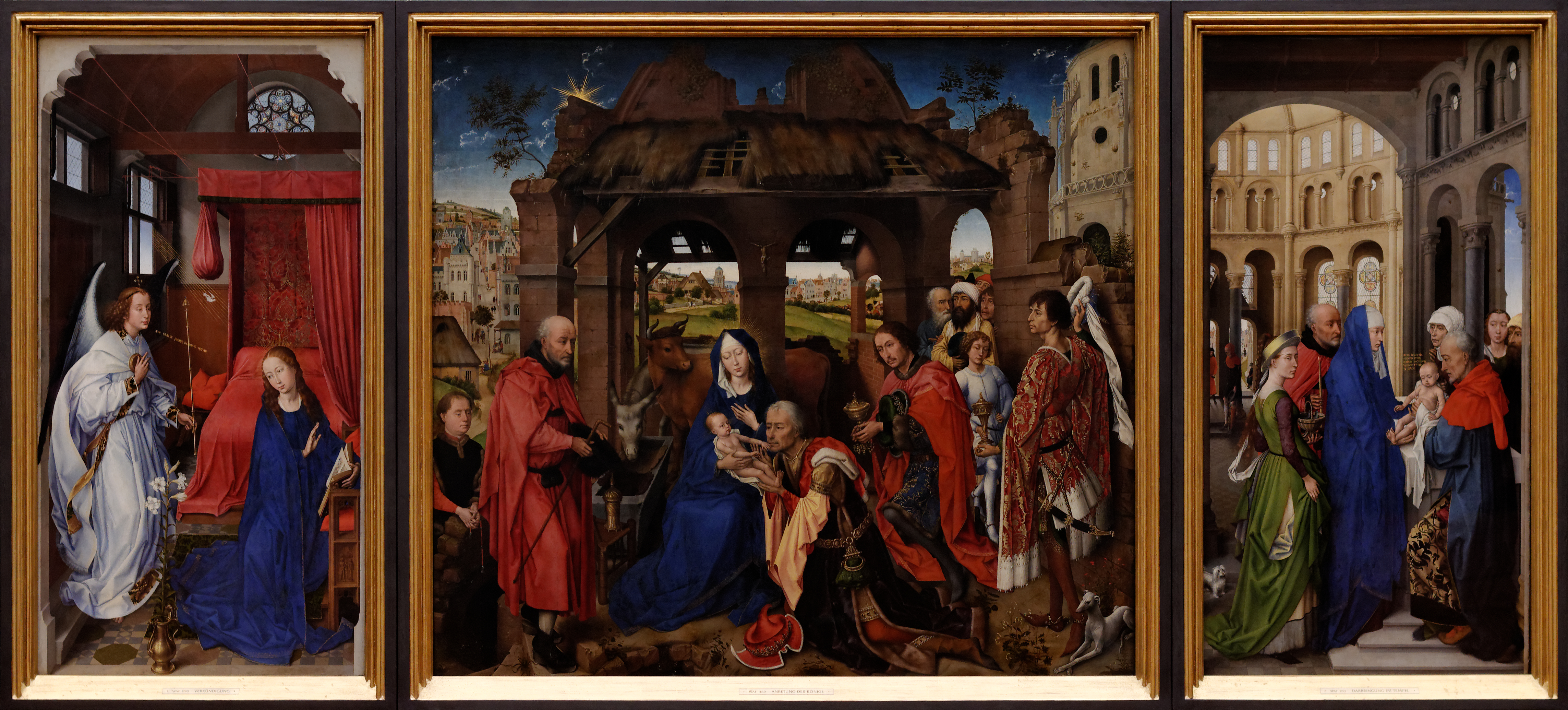
L’Adoration des Mages de Van der Weyden.

- 19 décembre : le jubilé de 1450 amène à Rome un flot considérable de pèlerins. Plus de cent personnes sont tuées pendant un mouvement de foule sur le pont Saint-Ange[26].
- Début du corégne d’Amaru auprès de son père, l’empereur inca Pachacutec[27].